# Geogarypus muchmorei
Espèce
Geogarypus muchmorei est une espèce de pseudoscorpions de la famille des Geogarypidae.

## Distribution
Cette espèce est endémique d'Inde. Elle se rencontre en Odisha et au Bengale-Occidental.

## Description
Le mâle holotype mesure 1,35 mm et les femelles de 1,57 à 1,63 mm.

## Étymologie
Cette espèce est nommée en l'honneur de William B. Muchmore.

## Publication originale
- Novák & Harvey, 2018 : New species and records of the pseudoscorpion genus Geogarypus (Pseudoscorpiones: Geogarypidae) from India, Sri Lanka and New Guinea. Zootaxa, no 4394(3), p. 417-427.